# Amathimysis sarbui
Amathimysis sarbui är en kräftdjursart som beskrevs av Mihai Bacescu 1991. Amathimysis sarbui ingår i släktet Amathimysis och familjen Mysidae. Inga underarter finns listade i Catalogue of Life.